# Analía Almeida
Analía Almeida (19 de agosto de 1985) é uma futebolista argentina que atua como atacante.

## Carreira
Analía Almeida integrou o elenco da Seleção Argentina de Futebol Feminino, nas Olimpíadas de 2008. 